# Симфонія № 2 (Малер)
Симфонія № 2, до мінор — симфонія Густава Малера (1860—1911), відома під назвою «Воскресіння» (нім. Auferstehungssinfonie), написана між 1888 та 1894 роками, вперше виконана 4 березня 1895 року в Берліні. Поряд із Восьмою симфонією, ця симфонія була найпопулярнішою за життя композитора.
Симфонія складається з п'яти частин загальною тривалістю близько півтори години:
1. Allegro maestoso
2. Andante moderato
3. In ruhig fliessender Bewegung
4. Urlicht (Primeval Light)
5. Im Tempo des Scherzos (In the tempo of a scherzo)

Симфонія написана для розширеного симфонічного оркестру — четверний склад дерев'яних, 10 валторн. 8-10 труб, з яких 4-6 розташовані за сценою, партія ударних розрахована на 7 виконавців, двох солістів — сопрано і альт та мішаного хору. Четверта і п'ята частини написані на слова збірки німецьких народних поем Des Knaben Wunderhorn, складеної Ахімом фон Арнімом та К. Бретано й опублікованої 1805 року.
Скерцо з другої частини симфонія стало тематичною основою Симфонії Беріо, написаної 1968 року.
В 2016 році оригінальну авторську партитуру симфонії було продано на аукціоні за рекордну для музичних рукописів суму в понад 5,6 мільйонів доларів.